# Erinaldo Santos Rabelo
Erinaldo Santos Rabelo, mais conhecido como Pará (Rio Maria, 19 de setembro de 1987), é um futebolista brasileiro que atua como lateral-esquerdo. Atualmente joga pelo Floresta.

## Carreira
Pará iniciou sua carreira em 2004 atuando nas categorias de base do Grêmio.
Logo após isso, no ano seguinte, transferiu-se para o São Caetano aonde começou a atuar como profissional.
Passou por empréstimo no União São João e Atlético Cearense até chegar ao Bragantino, aonde teve uma aparição no cenário nacional. Com isso foi emprestado ao Vasco da Gama e logo após ao Paraná.
Para o segundo semestre da temporada de 2010, foi anunciado como reforço do Avaí. Após 2 anos e meio no clube, 36 jogos e apenas 1 gol, sem conseguir se firmar como titular em nenhum período e amargando o rebaixamento do Avaí no Campeonato Brasileiro de 2011, foi anunciado que Pará não faria mais parte dos planos do time para a temporada de 2012. Com isso, o jogador foi emprestado por um ano ao América Mineiro.
Teve contrato assinado com o Joinville em 2013 e 2014.
Pará teve novo contrato com o Avaí. Pará foi anunciado em janeiro de 2014 pelo Avaí, mas o jogador nem sequer vestiu a camisa do Leão da Ilha. No dia 9 de abril de 2014 pediu para ser liberado pelo clube. O jogador chegou a ser terceira opção da lateral-esquerda durante o Campeonato Catarinense, atrás de Eduardo Neto e Rafinha. Com a chegada de Eltinho, Pará perdeu ainda mais espaço e pediu pra deixar o clube.
Em janeiro de 2016, Pará acertou com o Juventude.

## Títulos
Vasco da Gama
- Campeonato Brasileiro - Série B: 2009

São Bernardo
- Campeonato Paulista Série A2: 2021
- Copa Paulista: 2021